# VAW-12
Le Carrier Airborne Early Warning Squadron 12 ou VAW-12, connu sous le nom de "Bats", est un escadron aéroporté de l'US Navy qui a été créé en 1956 et dissout le 1er avril 1967.

## Historique

### VC-2
Le 6 juillet 1948, l'Escadron 2 de Système de détection et de commandement aéroporté est créé à la Base navale de Norfolk (NAS Norfolk). L'escadron s'est rapidement déplacé vers Quonset Point Air National Guard Station (NAS Quonset Point) et a été renommé VC-12. Successivement, il a exploité le TBM Avenger, l'AF Guardian et l'AD-5W Skyraider.

### VAW-12
En 1956, l'escadron est renommé VAW-12 (Carrier Airborne Early Warning Squadron 12) et fait l'acquisition d'un nouvel appareil, la version "Guppy" du Skyraider. En 1961, le WF-2 Tracer, affectueusement appelé le "Willie Fudd", est arrivé, et l'année suivante, l'escadron est retourné à NAS Norfolk.
En juillet 1966, VAW-12 a reçu son premier E-2A Hawkeye et fournissait des détachements utilisant deux avions différents à bord de dix porte-avions de la flotte de l'Atlantique, ainsi que du personnel de formation pour ces détachements. L'escadron était passé à plus de 200 officiers et 800 hommes enrôlés, et VAW-12 a été réorganisé en une escadre aérienne.
Le 1er avril 1967, le VAW-12 a été supprimé et la Carrier Airborne Early Warning Wing 12 a été formée pour commander tous les efforts d'alerte avancée aéroportée (AEW) de la flotte de l'Atlantique. L'escadron de remplacement du groupe aérien VAW-120 a été formé pour instruire des aviateurs et du personnel enrôlé dans des avions de même type basés sur des porte-avions.
Les escadrons VAW-121, VAW-122 et VAW-123 ont été formés à partir d'anciens détachements opérationnels VAW-12,,.

## Galerie

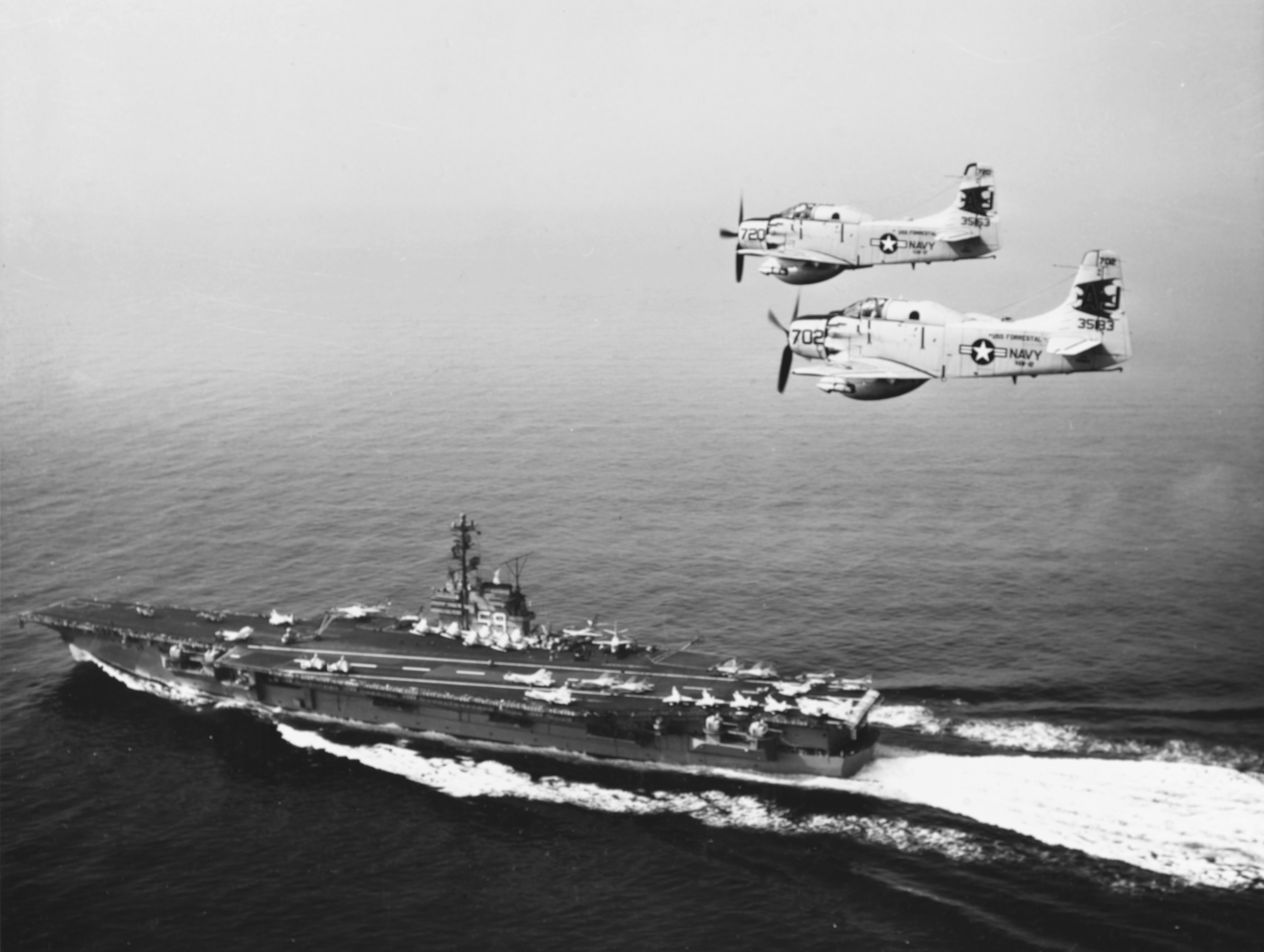
Deux des avions AD-5W Skyraider AEW du VAW-12 survolent l'USS Forrestal (CVA-59), alors qu'il opérait avec la sixième flotte en mer Méditerranée, le 25 avril 1960
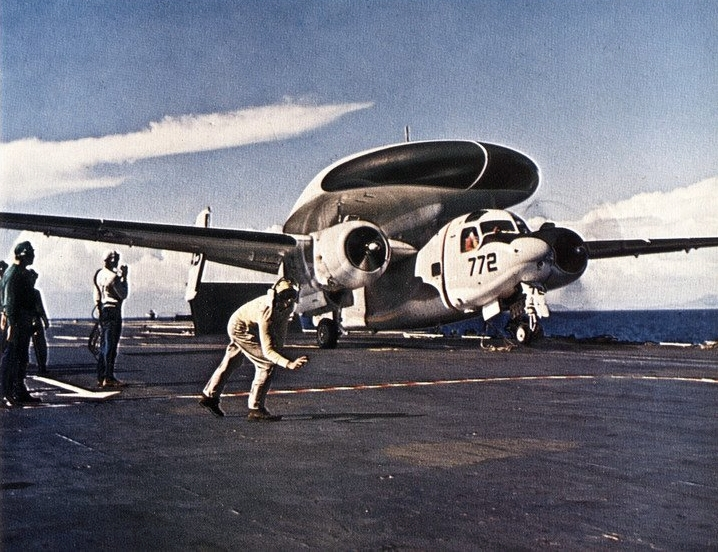
E-1B du VAW-12 sur le chat de l'USS Franklin D. Roosevelt - 1961
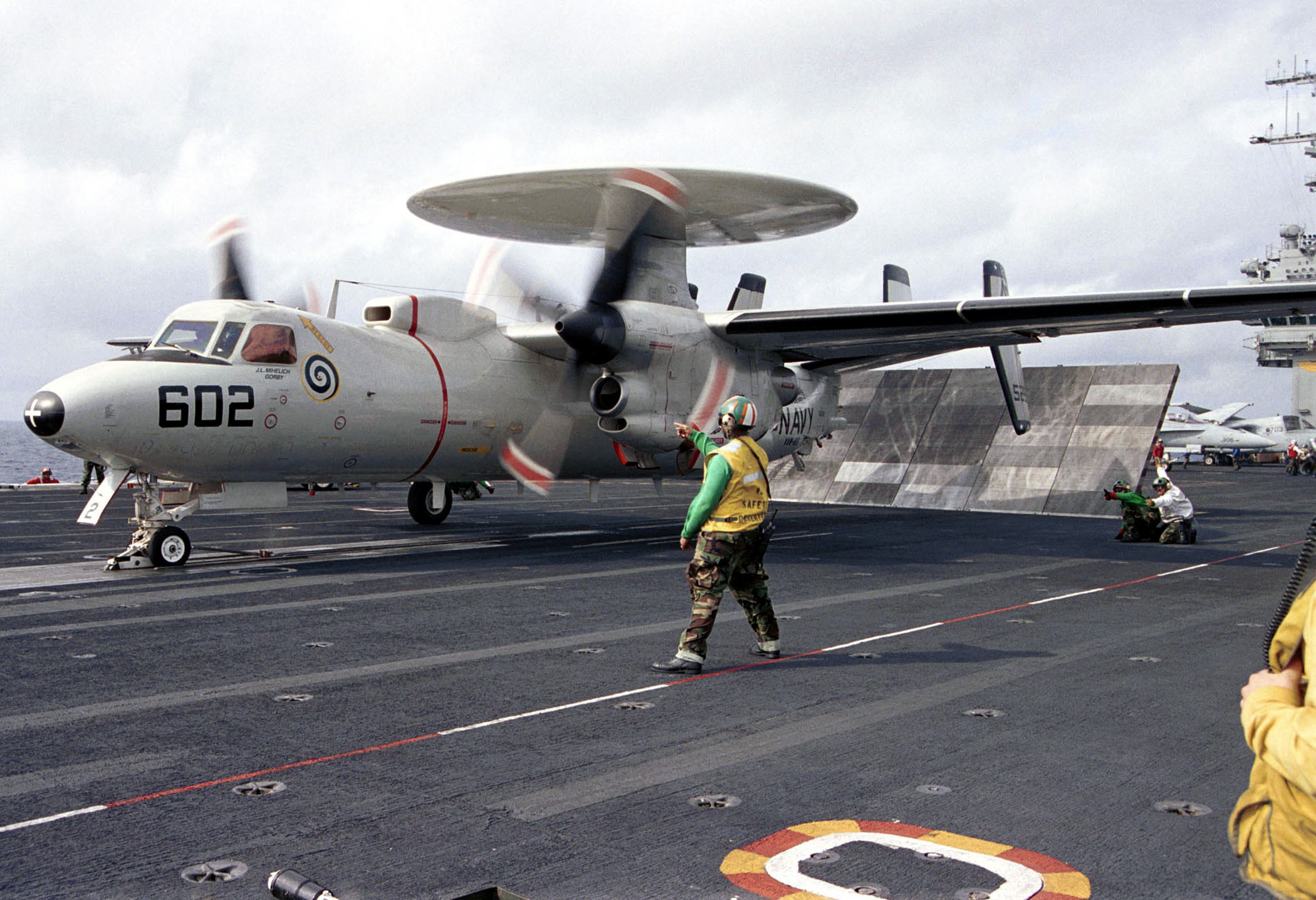
E-2 Hawkeye du VAW-123 sur USS Theodore Roosevelt (CVN-71)